# Menjamel maculat
El menjamel maculat (Lichmera alboauricularis) és un ocell de la família dels melifàgids (Meliphagidae).

## Hàbitat i distribució
Habita zones amb herba alta i boscos de ribera de les terres baixes del nord i sud-est de Nova Guinea i algunes illes properes.